# サンネ・フェルメール
サンネ・フェルメール（Sanne Vermeer、1998年3月25日- ）はオランダの柔道家。階級は63kg級。

## 人物
2015年のヨーロッパユースオリンピックフェスティバル63kg級では3位だったが、世界カデでは決勝で佐々木ちえを小外刈で破って優勝した。2016年からヨーロッパジュニアを2連覇するも、2017年の世界ジュニアでは決勝で荒木穂乃佳に背負投の技ありで敗れると、団体戦でも2位だったが、決勝の日本戦で荒木を小外掛で破ってオランダチームで唯一の勝利を挙げた。2018年の世界ジュニアでは優勝を飾った。2019年のグランプリ・トビリシでIJFワールド柔道ツアー初優勝を飾った。東京で開催された世界選手権では準々決勝で田代未来に敗れると、その後の3位決定戦でも同僚のユール・フランセンに敗れて5位だった。国内のライバルであるフランセンと2021年の東京オリンピック代表争いを演じていたが、ケガの影響が勘案されて、結果として選ばれなかった。2021年の世界選手権では準決勝でフランスのクラリス・アグベニューに敗れるも3位になった。その後ケガをして2024年のパリオリンピックには出場できなかったが、階級を70㎏級に上げてグランプリ・ザグレブで優勝した。
IJF世界ランキングは3282ポイント獲得で29位(2024年9月16日現在)。

## 主な戦績
63㎏級の戦績
- 2015年 - ヨーロッパユースオリンピックフェスティバル 3位
- 2015年 - 世界カデ 優勝
- 2016年 - ヨーロッパジュニア 優勝
- 2017年 - ベルギージュニア国際 優勝
- 2017年 - ヨーロッパオープン・プラハ 優勝
- 2017年 - ヨーロッパジュニア 個人戦 優勝、団体戦 2位
- 2017年 - 世界ジュニア 個人戦 2位、団体戦 2位
- 2017年 - グランプリ・ハーグ 3位
- 2018年 - 世界ジュニア 優勝
- 2019年 - グランプリ・テルアビブ 3位
- 2019年 - グランプリ・トビリシ 優勝
- 2019年 - ヨーロッパ競技大会 3位
- 2019年 - グランプリ・ザグレブ 3位
- 2019年 - 世界選手権　5位
- 2021年 -　ワールドマスターズ　3位
- 2021年 -　グランドスラム・テルアビブ　3位
- 2021年 -　ヨーロッパ選手権　3位
- 2021年 -　グランドスラム・カザン　3位
- 2021年 -　世界選手権　3位
- 2021年 -　グランドスラム・アブダビ 2位
- 2022年 -　グランドスラム・パリ　3位

70㎏級の戦績
- 2024年 - グランプリ・ザグレブ　優勝

(出典、JudoInside.com) 